# Moogerah-Peaks-Nationalpark
Der Moogerah-Peaks-Nationalpark (engl.: Moogerah Peaks National Park) ist ein Nationalpark im Südosten des australischen Bundesstaates Queensland.

## Lage
Er liegt etwa 70 Kilometer südwestlich von Brisbane und besteht aus vier einzelnen Gebieten im Fassifern Valley, die um den Lake Moogerah gruppiert sind.
Im Westen und Süden dieses Nationalparks liegt der Main-Range-Nationalpark.

## Moogerah Peaks
Die Moogerah Peaks sind ein kleines Gebirge vulkanischen Ursprungs. Die Berge Mount French, Mount Edwards, Mount Moon und Mount Greville sind jeweils in einem der vier Teile des Nationalparks zu finden.
Die Frog Buttress am Mount French sind eine der bekanntesten Kletterstellen im Bundesstaat. Der Nationalpark umgibt den Lake Moogerah und so ist der Mount Edwards über die Staumauer zugänglich.

## Flora und Fauna
Wegen der relativen Unzugänglichkeit des Parks blieb die natürliche Vegetation fast unangetastet. Es handelt sich dabei hauptsächlich um Eukalyptuswald, Hartlaubvegetation und Bergheidelandschaften auf schrofigem Gelände. An geschützten Stellen gibt es etwas subtropischen Regenwald. Regenwald bedeckte früher das gesamte Fassifern Valley, wurde aber mit der Zeit größtenteils gerodet. Nur im Nationalparkgebiet um den Mount French kann man noch Reste sehen. Zu den endemischen Pflanzen zählen die Moogerah-Peaks-Leionema (Leionema gracile) und Mount-Greville-Riedgras (Arundinella grevillensis). Die Palm Gorge liegt am Mount Greville In dieser engen Schlucht findet man Bangalow-Palmen (Archontophoenix cunninghamia) fast in Reinkultur.
Der Park ist Teil der Scenic Rim Important Bird Area, die von BirdLife International wegen ihrer Bedeutung als Lebensraum für etliche bedrohte Vogelarten als solche ausgewiesen wurde.

## Einrichtungen
Einen Zeltplatz gibt es nur im Nationalparkteil um den Mount French bei den Frog Buttress.
Ausgebaute Wanderwege gibt es ebenfalls nur um den Mount French. In den anderen Sektionen kann man ebenfalls wandern, aber die Steige durch den Busch werden nicht besonders gewartet und sind nur für geübte Wanderer gedacht.

## Zufahrt
Alle vier Teile des Nationalparks sind vom Cunningham Highway (Ausfahrt Aratula oder Fassifern) aus zu erreichen. Der Mount French liegt ca. vier Kilometer östlich von Fassifern an der Staatsstraße 90. Der Mount Edwards liegt direkt nördlich des Lake Moogerah, etwa vier Kilometer südlich von Aratula. Der Mount Greville liegt südwestlich des Lake Moogerah, ca. zwei Kilometer westlich der Siedlung Moogerah. Der ca. fünf Kilometer südöstlich derselben Siedlung gelegene Mount Moon ist von Privatgelände umgeben, sodass man bei den Eigentümern nach einer Zufahrtserlaubnis fragen muss.